# Hôpital de Jorvi
L'hôpital de Jorvi (finnois : Jorvin sairaala) est un hôpital du HUS situé dans le quartier de Karvasmäki à Espoo en Finlande.

## Présentation
L'hôpital de Jorvi  fait partie du centre hospitalier universitaire d'Helsinki (HUCH).

## Spécialités
- Anesthésiologie
- Maladies pulmonaires
- Chirurgie
- Soins intensifs et de brûlures
- Pédiatrie
- Chirurgie
- Obstétrique
- Neurologie
- Psychiatrie
- Ophtalmologie et otorhinolaryngologie
- Médecine interne

## Transports
Les terminus des bus HSL 118N vers Kamppi, 227 vers Leppävaara, 531 vers Matinkylä, 542 vers Soukka et 549 vers Tapiola sont situés devant l'hôpital de Jorvi. 
Les bus 200 et 565 parcourant la Turuntie s'arrêtent aussi à l'hôpital de Jorvi. 
L'hôpital dispose de son propre site d'atterrissage pour hélicoptères (OACI : EFEJ).

### Autres articles
- District hospitalier d'Helsinki et de l'Uusimaa